# توجان (تشابهار)
توجان (بالفارسية: توجان) هي قرية تقع في البلدة المركزية في إيران.